# Trzciniak plamisty
Trzciniak plamisty (Acrocephalus rimitarae) – gatunek małego ptaka z rodziny trzciniaków (Acrocephalidae). Występuje endemicznie na wyspie Rimatara w Polinezji Francuskiej. Jego środowiskiem naturalnym są głównie lasy, ale też bagna na wzgórzach w centrum wyspy, ogrody czy zarośla w gajach kokosowych. Długość ciała około 17 cm.
Systematyka
Gatunek monotypowy. Dawniej łączony był w jeden gatunek z trzciniakiem białoskrzydłym (A. vaughani) i trzciniakiem bladym (A. taiti).
Status
Od 2017 roku Międzynarodowa Unia Ochrony Przyrody (IUCN) uznaje go za gatunek krytycznie zagrożony wyginięciem (CR, Critically Endangered); wcześniej, od 2000 roku klasyfikowano go jako gatunek narażony (VU, Vulnerable). Powodem zaliczenia do takiej kategorii jest wyjątkowo mały zasięg występowania (7 km² – tylko jedna niewielka wyspa), niszczenie siedlisk oraz drapieżnictwo ze strony gatunków inwazyjnych. Liczebność populacji szacuje się na 600–2600 dorosłych osobników, a jej trend uznawany jest za spadkowy.